# Danu (hinduismo)

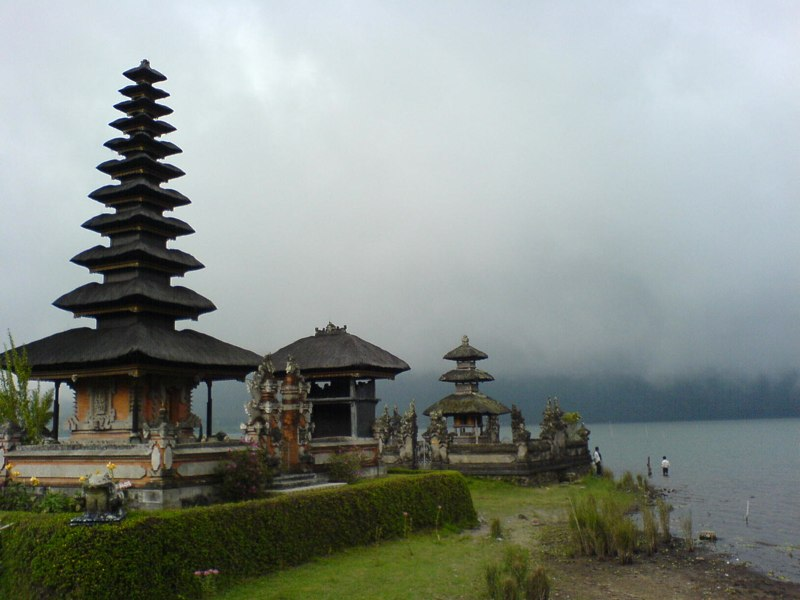
El templo hindú (pura) Ulun Danu Bratan junto al lago del cráter Tamblingan en Bali, Indonesia

En el marco de la mitología hinduista, Danu es una diosa primordial no muy conocida.
Se menciona en el Rig-veda como madre de los danavás y del dragón Vritrá.
- danu, en el sistema AITS (alfabeto internacional para la transliteración del sánscrito).
- दनु, en escritura devanagari del sánscrito.
- Pronunciación: /dánu/.[1]

## Etimología
Relacionado con el término sánscrito dānu: ‘que da’, liberal, valiente, conquistador, prosperidad, aire, viento, un fluido, una gota, rocío; posiblemente del verbo da: ‘dar’.
La palabra danu describe las aguas primordiales, que quizá esta diosa personificaba.[cita requerida]
Este teónimo proviene de la era proto-indoeuropea, y originalmente parece haber nombrado a una diosa del agua.
Quedan restos en la diosa Danu del Rig-veda. Como ‘lluvia’ o ‘líquido’, Danu se compara con el avéstico danu: ‘río’, que es el origen de nombres de ríos como el Don, el Danubio, el Dniéper, el Dniéster, etc. También hay un río Danu en Nepal.
En sánscrito, la palabra danu como ‘líquido’ es generalmente neutra, aunque en el Rig-veda 1.54 aparece como femenino.
La Danu rigvédica es madre de una raza de asuras llamados danavás. Una forma abreviada del nombre parece haber sido Da. Esta forma sobrevive en el nombre griego Damater (Deméter o DeMáter, la madre Da), originalmente también una diosa del agua.
El término protoindoeuropeo *danu posiblemente significa ‘agua fluvial, agua corriente’.
La palabra irlandesa Danu no es idéntica a la védica Danu sino que desciende de un proto-celta *Danona, que puede contener el sufijo -on, que se encuentra también en otros teónimos como Matrona, Maqonos o Maponos y Crotona.

## Leyenda rigvédica y puránica
En el Rig-veda (1.32.9) —el texto más antiguo de la India, de mediados del II milenio a. C.— Danu es mencionada como la madre de Vritrá (la serpiente o dragón demoníaco asesinado por el dios guerrero Indra).
En el hinduismo tardío (finales del I milenio a. C.), se convirtió en hija del patriarca Daksha y esposa del sabio Kashiapa; según el Brijat-samjitá (de Varaja Mijira), el Jari-vamsha, el Majábharata (1.2520), el tercer capítulo del Ramaiana y el Visnú-purana.
En el Shatápatha-bráhmana (1.6.3.9) aparece como Danaiú.
Como diosa hinduista, Danu tiene dos templos en Bali (Indonesia):
- el templo Pura Ulun Danu (en el lago Bratan) y
- el templo Ulun Danu Batur (cerca de Penelokan).

## El monstruo Danu
Según el tercer capítulo del Ramaiana, hay un Danu masculino, hijo de la diosa Sri.
Originalmente era muy hermoso, pero ofendió a Indra y éste lo convirtió en un monstruo (kabandha).
Por eso recibe el nombre de Danu Kabandha, o Dánava.